# The Invincible (jeu vidéo)
Pour les articles homonymes, voir Invincible.
The Invincible est un jeu vidéo d'aventure développé par Starward Industries et publié par 11 bit studios, sorti le 6 novembre 2023 sur Windows, PlayStation 5 et Xbox Series. Il s'agit d'une adaptation du roman polonais de 1964 L'Invincible.

## Système de jeu
The Invincible est un jeu d'aventure joué à la première personne. Le joueur prend le contrôle de Yasna, un membre de l'équipage du navire Dragonfly, qui doit explorer la planète Régis III à la recherche de ses coéquipiers disparus tout en faisant face à une menace inconnue. Yasna a accès à plusieurs outils, tels qu'un scanner et un télescope portatif, qui permettent d'identifier des objets et l'aider à survivre dans le paysage extraterrestre. Le développeur a décrit le jeu comme un « récit à embranchements mettant l'accent sur le choix du joueur ». Les autres personnages incluent Novik, le navigateur du navire qui guide Yasna tout au long de son voyage sur Regis III.

## Développement
The Invincible est développé par le studio de développement indépendant polonais Starward Industries, fondé en 2018. Les membres de l'équipe ont de l'expérience dans le domaine vidéoludique puisqu'ils sont issues d'entreprises de développement de jeux vidéo comme CD Projekt RED et Techland. Le jeu est une adaptation de L'Invincible, un roman de science-fiction écrit par l'auteur polonais Stanisław Lem. L'équipe a choisi d'adapter ce roman parce qu'elle estime que le livre est « étonnamment pittoresque » et qu'il se « lit comme un scénario de film fait par l'Occident ». Malgré cela, le jeu n'est pas une adaptation littérale de l'œuvre. Alors que l'histoire est en grande partie la même et que le jeu compte plusieurs personnages du livre, les personnages principaux, y compris le protagoniste jouable, sont originaux. Pour le style artistique du jeu, l'équipe est fortement influencée par l'esthétique atompunk, décliné du rétrofuturisme, citant les travaux de Chris Foss, Chesley Bonestell, et Syd Mead comme ses inspirations. En outre, l'équipe étudie également les conceptions soviétiques des vaisseaux spatiaux, des véhicules et des outils pour s'adapter au style rétrofuturiste du jeu.
Inspiré d'Alien: Isolation, le jeu met en scène une menace inconnue contrôlée par l'intelligence artificielle. Malgré cela, le jeu est décrit comme un jeu de thriller pour son utilisation du suspense émotionnel plutôt que comme un simple jeu d'horreur. Firewatch sert aussi d'inspiration au jeu, en particulier sur la façon dont le gameplay est géré lors des conversations avec d'autres personnages non jouables. De plus, Road 96 est une influence importante car elle montre qu'il y a « un espace pour des expériences narratives plus matures et philosophiques ». Le directeur du jeu, Marek Markuszewski, ajoute que le récit du jeu est « tranquille » mais « très intense », et que le ton du jeu est « amer, mais non sans une étincelle d'espoir pour l'avenir ».
Starward Industries annonce  officiellement le jeu en septembre 2020 et sa sortie est prévue pour 2021. En juin 2022, l'éditeur polonais 11 bit studios, la société derrière This War of Mine et Frostpunk, rapporte qu'il s'est associé à Starward Industries pour devenir l'éditeur du jeu et dévoile la première séquence de gameplay du jeu.
Finalement, The Invincible est sorti le 6 novembre 2023 sur Windows, PlayStation 5 et Xbox Series,.

## Critiques
The Invincible reçoit dans l'ensemble des avis légèrement favorables, comme l'atteste le score global de 71 % du site d'agrégateurs de critiques OpenCritic sur la base de 45 notes de test.